# S/2004 S 13
S/2004 S 13 est l'une des lunes de Saturne. Sa découverte fut annoncée par Scott S. Sheppard, David Jewitt, Jan Kleyna, et Brian G. Marsden le 4 mai 2005, d'après des observations faites entre le 12 décembre 2004 et le 9 mars 2005.